# Облога на Старці
Битва на Старці (12 (22 червня) — 29 липня (8 серпня) 1638) — одна з головних битв під час повстання 1638 року.

## Опис
Потерпівши 3 (13 червня) поразку у битві під Жовнином, Яків Острянин з невеликим загоном залишив повстанський табір. Гетьманом був обраний Дмитро Гуня, який продовжив керувати обороною. В умовах безупинних приступів урядових військ в ніч з 11 на 12 червня козаки Гуні спорудили міст через Сулу і перейшли на дві милі вниз, туди, де Сула впадає у Дніпро, і в урочищі Старець у гирлі річки Старець, над старим Дніпровим річищем, зайняли сильні позиції. Тут його 12 червня наздогнала кіннота Миколи Потоцького. Повстанцям довелося укріпляти табір уже під вогнем противника. Вночі до Старця підійшли частини Станіслава Потоцького і Яреми Вишневецького.
Обрана місцевість з півночі була прикрита болотами і лугами, з півдня — Дніпром. З тієї сторони, де не було річки, було насипано вал. Козаки дуже вміло зміцнили свій табір всілякими оборонними спорудами. Захищеність табору була така сильна, що польській кінноті тут не було що робити. Повстанці мали вдосталь деревини, води і паші для коней. Кілька днів пройшло у взаємних вилазках і боях.
Після переговорів, які тягнулися біля двох тижнів, в останній день червня Потоцький відновив обстріл і дрібні напади. Потім переговори відновилися. Польське військо потерпало від нестачі продовольства, хвороб. Потоцький удавався до всіляких засобів, щоб змусити повстанців капітулювати. Намагався перервати довіз припасів козакам з правого берега, розсилав загони по околицях і нищив села, наказав поставити високий редут з дубових паль, набитий землею і, поставивши на ньому гармати, протягом десяти днів обстрілював середину козацького табору день і ніч, чинив дрібні напади, щоб змусити козаків розстріляти всі свої запаси пороху. Та козаки скаржились і нарікали, але не піддавались. На атаки вони відповідали сміливими вилазками. Під час однієї з них поляки відкрили гарматний вогонь по знаках, які несли при гетьманові, і куля влучила в бунчужного. Тоді Гуня підхопив бунчук і сам поніс його. 4 серпня Потоцький здійснив великий штурм козацького табору. Стався великий бій.
На допомогу обложеним надійшов 2-тисячний загін Філоненка з обозом. Рухаючись човнами по Дніпру, йому назустріч вийшли реєстровці і полк С. Лаща і з засідки відкрили гарматний і рушничний вогонь, від чого загін Філоненка мав великі втрати, але все ж, хоч і з великими втратами, Дніпровими протоками, під охороною боліт і островів опівночі підійшов під козацький табір. Козаки Гуні, щоб відвернути увагу поляків, вчинили вилазку. Одночасно інша їх частина вийшла назустріч Філоненку, щоб захистити транспорт. І все ж Філоненко зміг прорватися до табору лише з кількома сотнями і невеликою частиною обозу. Ця невдача зневірила повстанців, і вони пішли на укладення угоди.
Угода була укладена 29 липня. М. Потоцький, за словами біскупа Пясецького, особисто запевняв повстанців, що на найближчому сеймі їм повернуть давні вольності. Повстанцям обіцялась особиста недоторканість. Коли ж вони почали невеликими групами розходитись по домівках, жовнірські загони їх винищували.